# Bare (album)
Bare från 2003 är tredje studioalbumet av sångerskan Annie Lennox.

## Låtlista
1. A Thousand Beautiful Things – 3:06
2. Pavement Cracks – 5:09
3. The Hurting Time – 7:32
4. Honestly – 5:01
5. Wonderful – 4:17
6. Bitter Pill – 4:01
7. Loneliness – 4:01
8. The Saddest Song I've Got – 4:07
9. Erased – 4:40
10. Twisted – 4:10
11. Oh God (Prayer) – 2:49